# Bellús

Localización de Bellús con respecto a la comarca del Valle de Albaida

Bellús es un municipio español perteneciente a la provincia de Valencia y a la comarca del Valle de Albaida, en la Comunidad Valenciana. Cuenta con una población de 302 habitantes (INE 2024).

## Geografía
Integrado en la comarca de Valle de Albaida, se sitúa a 73 kilómetros de la capital provincial. El término municipal está atravesado por la carretera autonómica CV-620 (antigua N-340 entre los pK 833 y 837) además de por una carretera local que se dirige a Benigánim. Cuenta con una población de 302 habitantes (INE 2024).
El relieve del municipio está definido por la Serra Grossa al norte y por la entrada al Valle de Albaida. La superficie del término es ligeramente ondulada, a excepción de su parte norte, donde se superan los 400 m de altitud. Las alturas más importantes son Tossal del Poll (423 m) y el Paller (393 metros), en plena Serra Grossa. Cruza el término de sur a norte el río Albaida, sirviendo de límite con Benigánim, incluyendo parte del embalse de Bellús. El pueblo está edificado en terreno llano a 137 m sobre el nivel del mar. La altitud oscila entre los 423 m al noroeste (Tossal de Poll) y los 110 m a orillas del río Albaida.
El clima es templado, con inviernos fríos; predomina el viento del norte que provoca las lluvias de la primavera y otoño.

### Localidades limítrofes
| Noroeste: Játiva           | Norte: Játiva     | Noreste: Benigánim |
| Oeste: Ollería             |                   | Este: Benigánim    |
| Suroeste: Játiva (exclave) | Sur: Guadasequies | Sureste: Sempere   |

## Historia
Francesc Bellvís otorgó, el 11 de junio de 1611, carta puebla a 33 pobladores.

## Demografía
Bellús cuenta con una población de 302 habitantes (INE 2024).
| Gráfica de evolución demográfica de Bellús entre 1842 y 2021                                                        |
| |
| Población de derecho según los censos de población del INE Población de hecho según los censos de población del INE |

## Economía
Basada tradicionalmente en la agricultura. En el secano se cultiva almendros y cereales. En el regadío se cultivan cereales y hortalizas con aguas procedentes de fuentes y del río Albaida.
El agua minero-medicinal es explotada comercialmente.

## Administración y política
| Periodo   | Nombre                      | Partido   |
| --------- | --------------------------- | --------- |
| 1979-1983 | Diodoro Ferrando Cuquerella | UV        |
| 1983-1987 | Diodoro Ferrando Cuquerella | UV        |
| 1987-1991 | Diodoro Ferrando Cuquerella | UV        |
| 1991-1995 | Diodoro Ferrando Cuquerella | UV        |
| 1995-1999 | Diodoro Ferrando Cuquerella | UV        |
| 1999-2003 | Diodoro Ferrando Cuquerella | UV        |
| 2003-2007 | Joan Vicent García Monzó    | PSPV-PSOE |
| 2007-2011 | Joan Vicent García Monzó    | PSPV-PSOE |
| 2011-2015 | Susana Navarro Ferrando     | PP        |
| 2015-2019 | Susana Navarro Ferrando     | PP        |
| 2019-2023 | Susana Navarro Ferrando     | PP        |

## Patrimonio
- Iglesia parroquial. Está dedicada a Santa Ana; es de una sola nave con elevado campanario.
- palacio dels bellvis
- Canal de Bellús a Játiva.

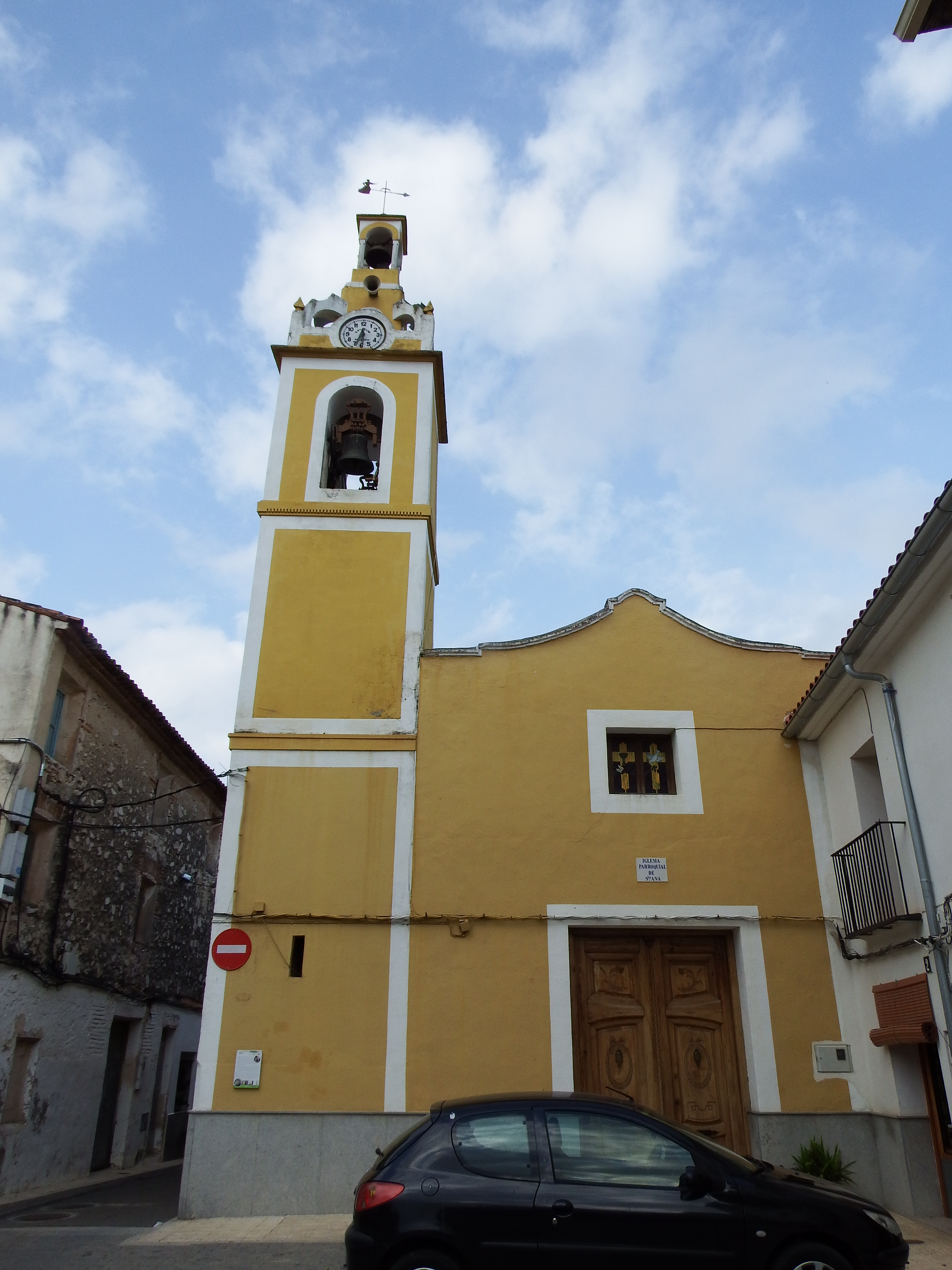
Iglesia de Santa Ana
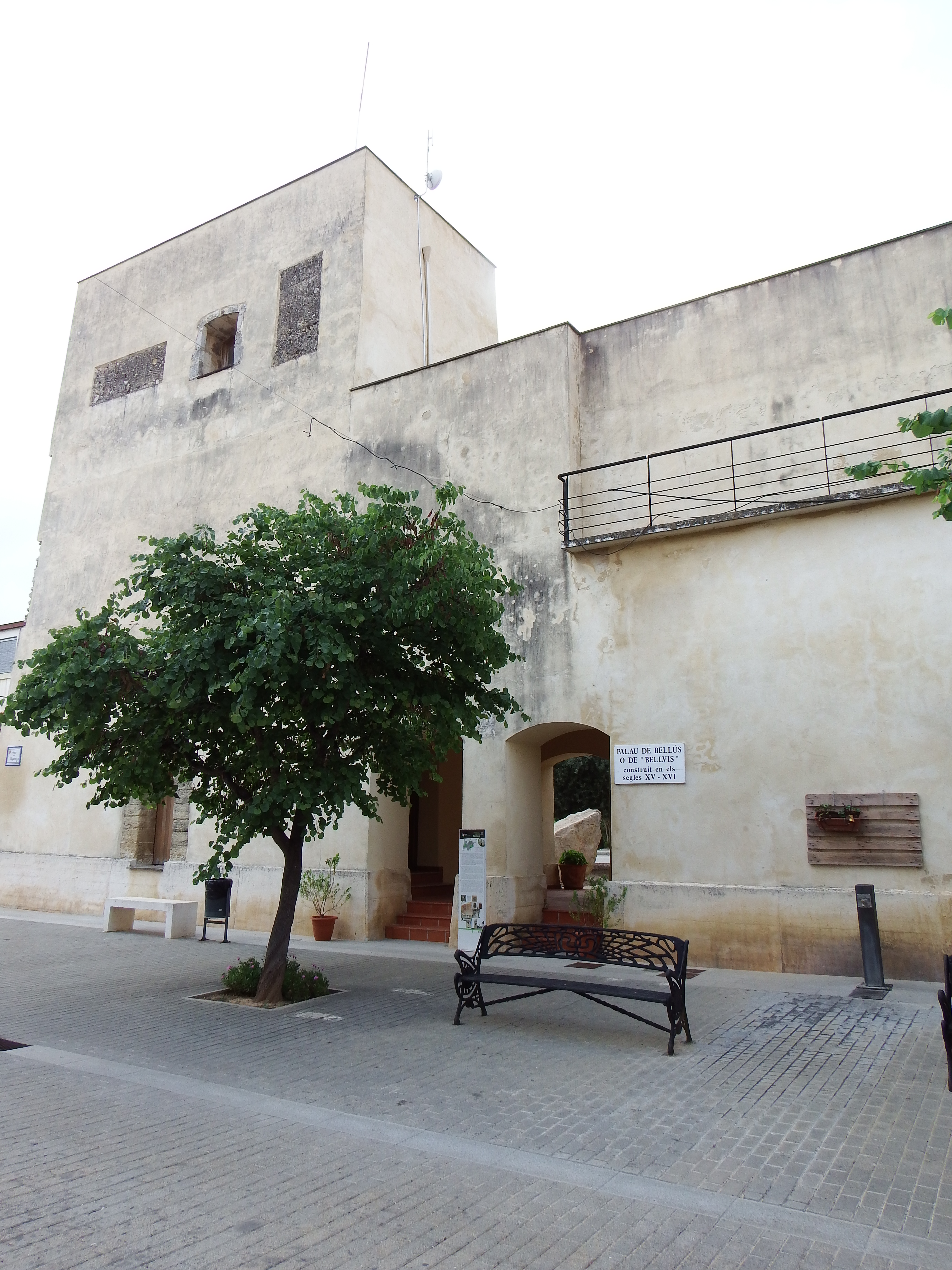
Palacio de los Bellvís
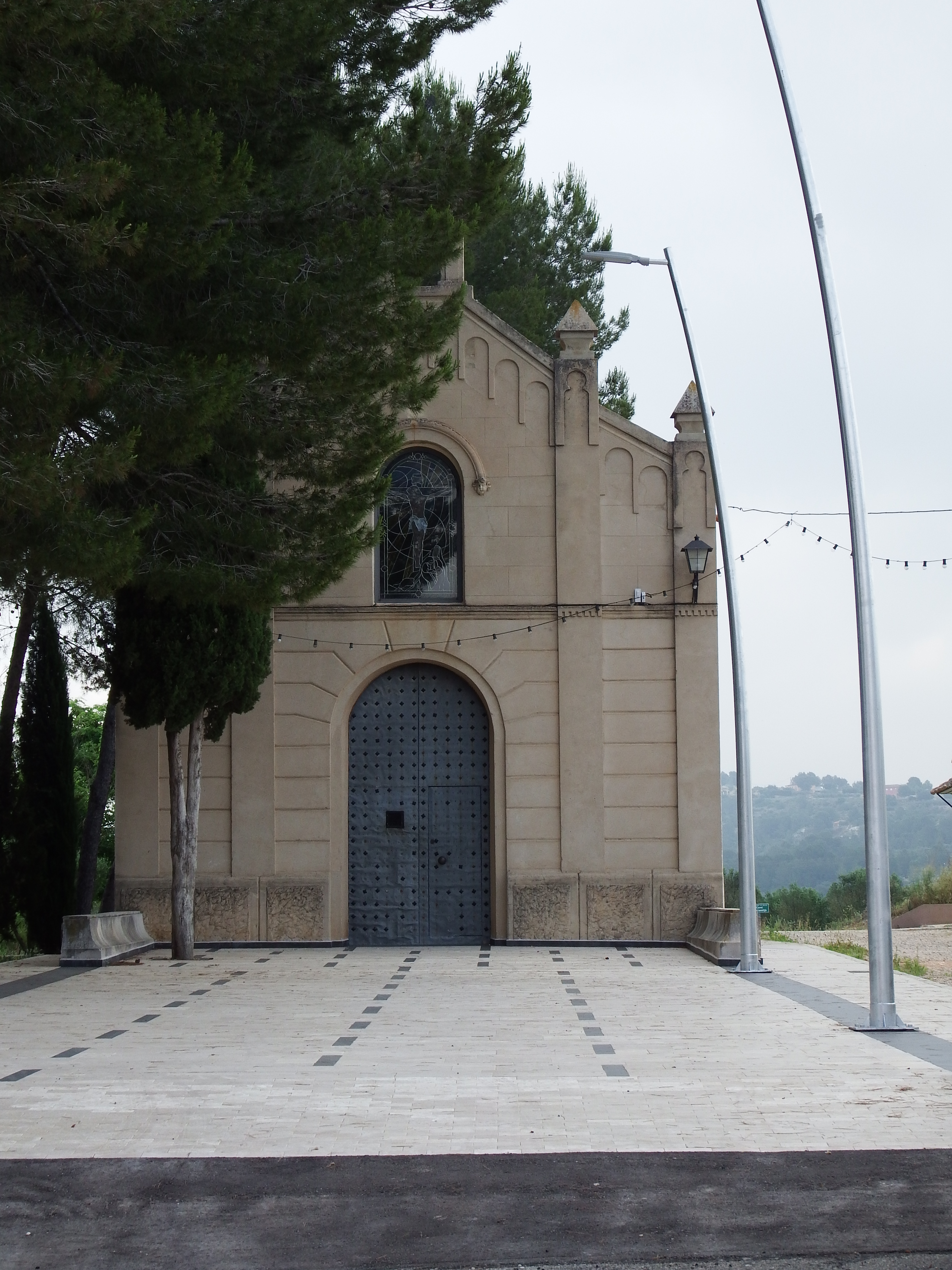
Ermita del Cristo de la Buena Muerte

## Lugares de interés
- Balneario de Bellús Al sur de la población se encuentra el balneario de Bellús, situado a la izquierda de la carretera de Benigánim, en la falda de una colina y cerca de la margen izquierda del río Albaida, en un lugar rodeado de alamedas y pinares. El agua procede de la font d’Alfama, que brota a 28 grados y es de características bicarbonatadas, litínicas y radiactivas. Este fue derruido haceunos cuantos años, actualmente en sus terrenos existe un pantano.

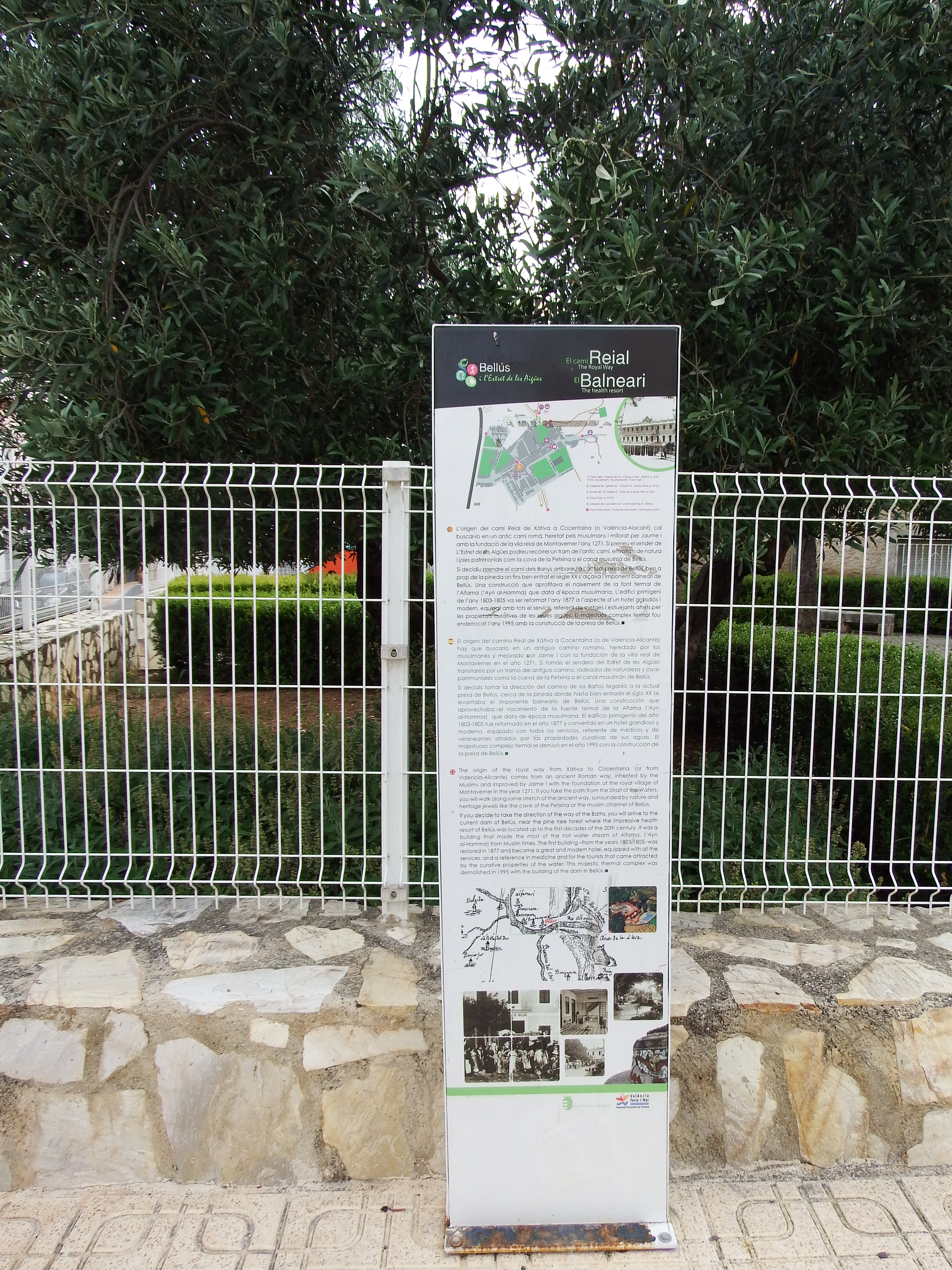
Cartel informativo del antiguo Balneario de Bellús

## Fiestas locales
- Fiestas patronales. Celebran fiestas en honor de Santa Ana y el Cristo de la Buena Muerte el tercer fin de semana de septiembre.